# Micromus fulvescens
Micromus fulvescens is een insect uit de familie van de bruine gaasvliegen (Hemerobiidae), die tot de orde netvleugeligen (Neuroptera) behoort. 
Micromus fulvescens is voor het eerst wetenschappelijk beschreven door Perkins in Sharp in 1899.